# Taranto F.C. 1927

Logo cũ AS Taranto

Câu lạc bộ bóng đá Taranto 1927, thường được gọi là Taranto, là một câu lạc bộ bóng đá Ý, có trụ sở tại Taranto, Apulia. Câu lạc bộ được thành lập vào năm 1927, lần gần nhất tham gia ở Serie B vào năm 1993.

## Lịch sử

### A.S. Taranto
Đội đầu tiên được thành lập tại thành phố Taranto là Mario Rapisardi, được thành lập vào năm 1904. Tuy nhiên, vào năm 1904, một đội khác, US Pro Italia, được thành lập. Năm đó, hai đội đã cố gắng không thành công để hợp nhất với nhau. Năm 1911, sau khi thành lập Câu lạc bộ bóng đá Audace bởi một nhóm sinh viên địa phương, một cuộc ganh đua giữa hai đội bắt đầu, kéo dài đến năm 1927, khi hai đội sáp nhập để thành lập AS Taranto. Đội bóng mới lần đầu tiên thăng hạng lên Serie B vào năm 1935, chỉ chơi một năm trong giải đấu đó. Vào năm 1947, sau khi sáp nhập với US Arsenale Taranto, một đội khác trong thành phố, câu lạc bộ đã đặt tên cho US Arsenaltaranto, tồn tại đến năm 1955, khi cái cũ được khôi phục. Năm 1965, địa điểm mới được khánh thành, sau một trăm ngày xây dựng. Một số năm chơi ở Serie B và Serie C đã chứng kiến đỉnh cao nhất từng đạt được của Taranto vào năm 1977-78, khi đội bóng, dẫn đầu bởi tiền đạo Erasmo Iacovone, đã chiến đấu tích cực để được thăng hạng đáng ngạc nhiên. Tuy nhiên, vào ngày 6 tháng 2 năm 1978, Iacovone đã bị giết trong một tai nạn xe hơi. Sau khi chết, địa điểm của Taranto được đặt theo tên ông. Taranto rời Serie B vào năm 1980/1981 và quay lại ba năm sau đó. Năm 1985, câu lạc bộ đã bị tuyên bố phá sản bởi các quan tòa, và đã được tiếp quản trước khi kết thúc mùa giải đó. Vì tất cả những điều đó, nó buộc phải đổi tên thành một tên khác, Taranto Football Club SpA. Tuy nhiên, sau nhiều tai ương kinh tế, đội đã bị giải tán vào năm 1993.
Một đội mới, được đặt tên là AS Taranto 1906, được thành lập vào năm 1993 và đăng ký vào Serie D. Đội đã thăng hạng lên Serie C2 / C vào năm 1994/1995, nhưng đã thanh lý vào năm 1998, do đó, một đội mới, một lần nữa tên là US Arsenaltaranto, đã được nhận vào Serie D. Năm 2000, đội được nhận vào Serie C2 / C, và đã thay đổi tên thành Taranto Calcio Srl. Tuy nhiên, vào năm 2004, đội đã bị tuyên bố phá sản thêm một lần nữa và cuộc đấu giá phá sản do đó đã giao phó câu lạc bộ trong tay doanh nhân Vito Luigi Blasi, người đã đổi tên Taranto Sport Srl. Năm 2005/2006, đội kết thúc ở vị trí thứ hai, giành được một vị trí trong các trận play-off thăng hạng. Giai đoạn cuối cùng của giải đấu Serie C2 / C đã kết thúc với chiến thắng cho Taranto Sport, đội đã giành chiến thắng trong trận chung kết play-off với Rende và trở lại Serie C1 / B.
Vào ngày 29 tháng 6 năm 2012, đội đã bị loại khỏi bóng đá chuyên nghiệp Ý và không giành được vị trí trong mùa giải  2012-13 của Lega Pro Prima Divisione.

### Taranto Football Club 1927
Vào ngày 20 tháng 7 năm 2012, công ty mới Taranto Football Club 1927 Sp A. được thành lập.    Đội đã khởi động lại từ Serie D (Girone H)  nhờ Điều 52 của NOIF. Năm 2013 đội hoàn thành ở vị trí thứ 7 trong giải đấu. Vào năm 2014, đội đã kết thúc mùa giải ở vị trí thứ hai và thua Arezzo trong trận play-off. Mùa giải tiếp theo kết thúc theo cách tương tự, với Taranto kết thúc mùa giải ở vị trí thứ hai và thua trong trận bán kết play-off trước Sestri Levante.
Năm 2015, câu lạc bộ được đổi tên thành Câu lạc bộ bóng đá Socà Sportiva Dilettantistica Taranto 1927.    Năm 2016, đội kết thúc mùa giải ở vị trí thứ hai và thua trong trận play-off trước Fondi, nhưng cuối cùng được hưởng lợi từ việc tái tham gia Lega Pro.

## Màu sắc và huy hiệu
Màu sắc của đội là đỏ và xanh.